# Campionato IMSA WeatherTech SportsCar 2020
Il campionato IMSA SportsCar Championship 2020 è stata la 50ª stagione di gare sanzionata dall'International Motor Sports Association (IMSA). Questa è stata anche la settima stagione dello United SportsCar Championship e la quinta sotto il nome di WeatherTech SportsCar Championship. La serie è iniziata il 25 gennaio con la 24 Ore di Daytona e si è conclusa il 14 novembre con la 12 Ore di Sebring..

## Classi
- DPi (Daytona Prototype International)
- LMP2 (Le Mans Prototype 2)
- GTLM (GT Le Mans)
- GTD (GT Daytona)

## Modifiche alle regole

### Regolamento sportivo
Sono state apportate modifiche alla quantità di tempo di prove libere per i piloti amatoriali nelle classi LMP2 e GTD. Ogni classe avrà una sessione di prove libere dedicata più lunga per i piloti classificati Bronzo e Argento, fissata a 30 minuti. Tutte le squadre che partecipano a tali prove riceveranno anche set di pneumatici extra forniti dal fornitore di pneumatici della serie, Michelin. Inoltre, ogni team LMP2 può iscrivere un pilota Platinum a Daytona, a causa della lunghezza di quel round. I driver Platinum sono vietati in tutti gli altri eventi LMP2.

## Il calendario
Annunciato originariamente il 2 agosto 2019, il programma IMSA è stato rivisto a seguito della pandemia di coronavirus con modifiche annunciate il 15 maggio, il 25 giugno e il 1º agosto: la 12 Ore di Sebring è stata annullata il 12 marzo a causa della pandemia e del divieto di viaggio, le gare di Long Beach (18 aprile), Detroit (30 maggio) e Mosport (5 luglio) sono state ufficialmente cancellate dalle autorità e rimosse dalla prima revisione il 15 maggio. Mid-Ohio è stato spostato dal 3 maggio al 27 settembre. La 6 Ore di Watkins Glen, originariamente prevista per il 28 giugno, è stata spostata al 4 ottobre nella prima revisione. Lime Rock (GTLM/GTD) è stata spostata dal 18 luglio al 31 ottobre. La data del Virginia International Raceway è stata spostata da domenica a sabato (22 agosto) per evitare uno scontro di date con la 104ª 500 Miglia di Indianapolis.
Il 25 giugno, IMSA ha annunciato ulteriori modifiche. Watkins Glen e Lime Rock sono stati spostati a fine settimana consecutivi, il 6 e il 12 settembre, mentre il WeatherTech Raceway Laguna Seca, che era stato il 6 settembre, è stato spostato al 31 ottobre.
Tuttavia, il 1º agosto, l'IMSA ha rimosso il round 6 Hours of The Glen and the Lime Rock a causa delle normative governative relative alle restrizioni alla quarantena di New York e Connecticut. Di conseguenza, la 6 Ore di The Glen è stata sostituita con una seconda gara al Michelin Raceway Road Atlanta e il round su strada del Charlotte Motor Speedway è entrato al posto dell'evento Lime Rock in ottobre.
| Round | Gara                                     | Circuito                        | Classi         | Durata            | Data          | Trofeo                 |
| ----- | ---------------------------------------- | ------------------------------- | -------------- | ----------------- | ------------- | ---------------------- |
| 1     | Rolex 24 Hours at Daytona                | Daytona International Speedway  | Tutte          | 24 ore            | 25-26 gennaio | Michelin Endurance Cup |
| 2     | WeatherTech 240                          | Daytona International Speedway  | DPi, GTLM, GTD | 2 ore e 40 minuti | 4 luglio      | WeatherTech Sprint Cup |
| 3     | Cadillac Grand Prix of Sebring           | Circuito di Sebring             | Tutte          | 2 ore e 40 minuti | 18 luglio     | WeatherTech Sprint Cup |
| 4     | Road Race Showcase at Road America       | Road America                    | Tutte          | 2 ore e 40 minuti | 2 agosto      | WeatherTech Sprint Cup |
| 5     | Michelin GT Challenge at VIR             | Virginia International Raceway  | GTLM, GTD      | 2 ore e 40 minuti | 22 agosto     | WeatherTech Sprint Cup |
| 6     | TireRack.com Grand Prix at Road Atlanta  | Michelin Raceway Road Atlanta   | Tutte          | 6 ore             | 5 settembre   | Michelin Endurance Cup |
| 7     | Acura Sports Car Challenge at Mid-Ohio   | Mid-Ohio Sports Car Course      | DPi, GTLM, GTD | 2 ore e 40 minuti | 27 settembre  | WeatherTech Sprint Cup |
| 8     | MOTUL 100% Synthetic Grand Prix          | Charlotte Motor Speedway        | GTLM, GTD      | 1 ora e 40 minuti | 9 ottobre     | WeatherTech Sprint Cup |
| 9     | Motul Petit Le Mans                      | Michelin Raceway Road Atlanta   | Tutte          | 10 ore            | 17 ottobre    | Michelin Endurance Cup |
| 10    | Hyundai Monterey Sports Car Championship | WethearTech Raceway Laguna Seca | Tutte          | 2 ore e 40 minuti | 1º novembre   | WeatherTech Sprint Cup |
| 11    | Mobil 1 Twelve Hours of Sebring          | Sebring International Raceway   | Tutte          | 12 ore            | 14 novembre   | Michelin Endurance Cup |

## Scuderie e piloti

### DPi (Daytona Prototype international)
| Scuderia                                         | Vettura          | Motore                      | #  | Piloti               | Gare              |
| ------------------------------------------------ | ---------------- | --------------------------- | -- | -------------------- | ----------------- |
| Mustang Sampling Racing/JDC - Miller MotorSports | Cadillac DPi-V.R | Cadillac 5.5 L V8           | 5  | Sébastien Bourdais   | Tutte             |
| Mustang Sampling Racing/JDC - Miller MotorSports | Cadillac DPi-V.R | Cadillac 5.5 L V8           | 5  | João Barbosa         | 1-4, 6-7          |
| Mustang Sampling Racing/JDC - Miller MotorSports | Cadillac DPi-V.R | Cadillac 5.5 L V8           | 5  | Loïc Duval           | 1, 9, 11          |
| Mustang Sampling Racing/JDC - Miller MotorSports | Cadillac DPi-V.R | Cadillac 5.5 L V8           | 5  | Tristan Vautier      | 6, 9-11           |
| JDC - Mustang Sampling Racing                    | Cadillac DPi-V.R | Cadillac 5.5 L V8           | 85 | Tristan Vautier      | 1-4, 7            |
| JDC - Mustang Sampling Racing                    | Cadillac DPi-V.R | Cadillac 5.5 L V8           | 85 | Chris Miller         | 1-2, 4, 9         |
| JDC - Mustang Sampling Racing                    | Cadillac DPi-V.R | Cadillac 5.5 L V8           | 85 | Matheus Leist        | 1, 6, 9-11        |
| JDC - Mustang Sampling Racing                    | Cadillac DPi-V.R | Cadillac 5.5 L V8           | 85 | Juan Piedrahita      | 1                 |
| JDC - Mustang Sampling Racing                    | Cadillac DPi-V.R | Cadillac 5.5 L V8           | 85 | Stephen Simpson      | 3, 6, 10-11       |
| JDC - Mustang Sampling Racing                    | Cadillac DPi-V.R | Cadillac 5.5 L V8           | 85 | Gabriel Aubry        | 7, 9              |
| JDC - Mustang Sampling Racing                    | Cadillac DPi-V.R | Cadillac 5.5 L V8           | 85 | Scott Andrews        | 11                |
| Acura Team Penske                                | Acura ARX-05     | Acura AR35TT 3.5 L Turbo V6 | 6  | Dane Cameron         | Tutte             |
| Acura Team Penske                                | Acura ARX-05     | Acura AR35TT 3.5 L Turbo V6 | 6  | Juan Pablo Montoya   | Tutte             |
| Acura Team Penske                                | Acura ARX-05     | Acura AR35TT 3.5 L Turbo V6 | 6  | Simon Pagenaud       | 1, 9, 11          |
| Acura Team Penske                                | Acura ARX-05     | Acura AR35TT 3.5 L Turbo V6 | 7  | Hélio Castroneves    | Tutte             |
| Acura Team Penske                                | Acura ARX-05     | Acura AR35TT 3.5 L Turbo V6 | 7  | Ricky Taylor         | Tutte             |
| Acura Team Penske                                | Acura ARX-05     | Acura AR35TT 3.5 L Turbo V6 | 7  | Alexander Rossi      | 1, 9, 11          |
| Konica Minolta Cadillac DPi-V.R                  | Cadillac DPi-V.R | Cadillac 5.5 L V8           | 10 | Renger van der Zande | Tutte             |
| Konica Minolta Cadillac DPi-V.R                  | Cadillac DPi-V.R | Cadillac 5.5 L V8           | 10 | Ryan Briscoe         | Tutte             |
| Konica Minolta Cadillac DPi-V.R                  | Cadillac DPi-V.R | Cadillac 5.5 L V8           | 10 | Scott Dixon          | 1, 9, 11          |
| Konica Minolta Cadillac DPi-V.R                  | Cadillac DPi-V.R | Cadillac 5.5 L V8           | 10 | Kamui Kobayashi      | 1                 |
| Whelen Engineering Racing                        | Cadillac DPi-V.R | Cadillac 5.5 L V8           | 31 | Luis Felipe Derani   | Tutte             |
| Whelen Engineering Racing                        | Cadillac DPi-V.R | Cadillac 5.5 L V8           | 31 | Felipe Nasr          | 1, 3-4, 6-7, 9-11 |
| Whelen Engineering Racing                        | Cadillac DPi-V.R | Cadillac 5.5 L V8           | 31 | Filipe Albuquerque   | 1, 6, 9           |
| Whelen Engineering Racing                        | Cadillac DPi-V.R | Cadillac 5.5 L V8           | 31 | Mike Conway          | 1                 |
| Whelen Engineering Racing                        | Cadillac DPi-V.R | Cadillac 5.5 L V8           | 31 | Gabriel Chaves       | 2, 11             |
| Mazda Team Joest Mazda Motorsport                | Mazda RT24-P     | Mazda MZ2.0T 2.0 L Turbo I4 | 55 | Jonathan Bomarito    | Tutte             |
| Mazda Team Joest Mazda Motorsport                | Mazda RT24-P     | Mazda MZ2.0T 2.0 L Turbo I4 | 55 | Harry Tincknell      | Tutte             |
| Mazda Team Joest Mazda Motorsport                | Mazda RT24-P     | Mazda MZ2.0T 2.0 L Turbo I4 | 55 | Ryan Hunter-Reay     | 1, 6, 9, 11       |
| Mazda Team Joest Mazda Motorsport                | Mazda RT24-P     | Mazda MZ2.0T 2.0 L Turbo I4 | 77 | Oliver Jarvis        | Tutte             |
| Mazda Team Joest Mazda Motorsport                | Mazda RT24-P     | Mazda MZ2.0T 2.0 L Turbo I4 | 77 | Tristan Nunez        | Tutte             |
| Mazda Team Joest Mazda Motorsport                | Mazda RT24-P     | Mazda MZ2.0T 2.0 L Turbo I4 | 77 | Olivier Pla          | 1, 6, 9, 11       |

### Le Mans Prototype 2 (LMP2)
In conformità con le normative LMP2 del 2017, tutte le auto della classe LMP2 utilizzano il motore Gibson GK428 V8.
| Scuderia                      | Vettura  | #  | Piloti                   | Gare          |
| ----------------------------- | -------- | -- | ------------------------ | ------------- |
| Tower Motorsport By Starworks | Oreca 07 | 8  | John Farano              | 1, 3, 9, 11   |
| Tower Motorsport By Starworks | Oreca 07 | 8  | Ryan Dalziel             | 1, 3          |
| Tower Motorsport By Starworks | Oreca 07 | 8  | David Heinemeier Hansson | 1, 11         |
| Tower Motorsport By Starworks | Oreca 07 | 8  | Nicolas Lapierre         | 1             |
| Tower Motorsport By Starworks | Oreca 07 | 8  | Mikkel Jensen            | 9, 11         |
| Tower Motorsport By Starworks | Oreca 07 | 8  | Job van Uitert           | 9             |
| Era Motorsport                | Oreca 07 | 18 | Dwight Merriman          | 1, 3-4, 6     |
| Era Motorsport                | Oreca 07 | 18 | Kyle Tilley              | 1, 3-4, 6     |
| Era Motorsport                | Oreca 07 | 18 | Nicolas Minassian        | 1             |
| Era Motorsport                | Oreca 07 | 18 | Colin Braun              | 6             |
| Performance Tech Motorsports  | Oreca 07 | 38 | Cameron Cassels          | 1, 3-4        |
| Performance Tech Motorsports  | Oreca 07 | 38 | Kyle Masson              | 1, 3          |
| Performance Tech Motorsports  | Oreca 07 | 38 | Don Yount                | 1, 11         |
| Performance Tech Motorsports  | Oreca 07 | 38 | Robert Masson            | 1             |
| Performance Tech Motorsports  | Oreca 07 | 38 | James French             | 4             |
| Performance Tech Motorsports  | Oreca 07 | 38 | Matthew Bell             | 9             |
| Performance Tech Motorsports  | Oreca 07 | 38 | Colin Braun              | 9             |
| Performance Tech Motorsports  | Oreca 07 | 38 | James McGuire            | 9             |
| Performance Tech Motorsports  | Oreca 07 | 38 | Patrick Byrne            | 11            |
| Performance Tech Motorsports  | Oreca 07 | 38 | Guy Cosmo                | 11            |
| Inter Europol Competition     | Oreca 07 | 51 | Jakub Śmiechowski        | 9, 11         |
| Inter Europol Competition     | Oreca 07 | 51 | Rob Hodes                | 9             |
| Inter Europol Competition     | Oreca 07 | 51 | Austin McCusker          | 9             |
| Inter Europol Competition     | Oreca 07 | 51 | Matthew Bell             | 11            |
| Inter Europol Competition     | Oreca 07 | 51 | Naveen Rao               | 11            |
| PR1 Mathiasen Motorsports     | Oreca 07 | 52 | Simon Trummer            | 1, 4, 6, 9-11 |
| PR1 Mathiasen Motorsports     | Oreca 07 | 52 | Patrick Kelly            | 3-4, 6, 9-11  |
| PR1 Mathiasen Motorsports     | Oreca 07 | 52 | Gabriel "Gabi" Aubry     | 1             |
| PR1 Mathiasen Motorsports     | Oreca 07 | 52 | Nicholas "Nick" Boulle   | 1             |
| PR1 Mathiasen Motorsports     | Oreca 07 | 52 | Ben Keating              | 1             |
| PR1 Mathiasen Motorsports     | Oreca 07 | 52 | Spencer Pigot            | 3             |
| PR1 Mathiasen Motorsports     | Oreca 07 | 52 | Scott Huffaker           | 6, 9, 11      |
| DragonSpeed USA               | Oreca 07 | 81 | Henrik Hedman            | 1, 3-4        |
| DragonSpeed USA               | Oreca 07 | 81 | Ben Hanley               | 1, 4          |
| DragonSpeed USA               | Oreca 07 | 81 | Colin Braun              | 1             |
| DragonSpeed USA               | Oreca 07 | 81 | Harrison Newey           | 1             |
| DragonSpeed USA               | Oreca 07 | 81 | Gustavo Menezes          | 3             |

### GTLM (GT Le Mans)
| Scuderia          | Vettura                 | Motore                        | #   | Piloti                           | Gare      |
| ----------------- | ----------------------- | ----------------------------- | --- | -------------------------------- | --------- |
| Corvette Racing   | Chevrolet Corvette C8.R | Chevrolet 5.5 L V8            | 3   | Antonio García                   | Tutte     |
| Corvette Racing   | Chevrolet Corvette C8.R | Chevrolet 5.5 L V8            | 3   | Jordan Taylor                    | Tutte     |
| Corvette Racing   | Chevrolet Corvette C8.R | Chevrolet 5.5 L V8            | 3   | Nicky "Nick" Catsburg            | 1, 9, 11  |
| Corvette Racing   | Chevrolet Corvette C8.R | Chevrolet 5.5 L V8            | 4   | Oliver Gavin                     | Tutte     |
| Corvette Racing   | Chevrolet Corvette C8.R | Chevrolet 5.5 L V8            | 4   | Tommy Milner                     | Tutte     |
| Corvette Racing   | Chevrolet Corvette C8.R | Chevrolet 5.5 L V8            | 4   | Marcel Fässler                   | 1, 9, 11  |
| BMW Team RLL      | BMW M8 GTE              | BMW S63 4.0 L Turbo V8        | 24  | John Edwards                     | Tutte     |
| BMW Team RLL      | BMW M8 GTE              | BMW S63 4.0 L Turbo V8        | 24  | Jesse Kurki-Suonio (Jesse Krohn) | Tutte     |
| BMW Team RLL      | BMW M8 GTE              | BMW S63 4.0 L Turbo V8        | 24  | Augusto Farfus Jr.               | 1, 9, 11  |
| BMW Team RLL      | BMW M8 GTE              | BMW S63 4.0 L Turbo V8        | 24  | Chaz Mostert                     | 1         |
| BMW Team RLL      | BMW M8 GTE              | BMW S63 4.0 L Turbo V8        | 25  | Connor De Philippi               | Tutte     |
| BMW Team RLL      | BMW M8 GTE              | BMW S63 4.0 L Turbo V8        | 25  | Bruno Spengler                   | Tutte     |
| BMW Team RLL      | BMW M8 GTE              | BMW S63 4.0 L Turbo V8        | 25  | Colton Herta                     | 1, 9, 11  |
| BMW Team RLL      | BMW M8 GTE              | BMW S63 4.0 L Turbo V8        | 25  | Philipp Eng                      | 1         |
| Risi Competizione | Ferrari 488 GTE Evo     | Ferrari F154CB 3.9 L Turbo V8 | 62  | James Calado                     | 1         |
| Risi Competizione | Ferrari 488 GTE Evo     | Ferrari F154CB 3.9 L Turbo V8 | 62  | Alessandro Pier Guidi            | 1         |
| Risi Competizione | Ferrari 488 GTE Evo     | Ferrari F154CB 3.9 L Turbo V8 | 62  | Davide Rigon                     | 1         |
| Risi Competizione | Ferrari 488 GTE Evo     | Ferrari F154CB 3.9 L Turbo V8 | 62  | Daniel Serra                     | 1         |
| Porsche GT Team   | Porsche 911 RSR-19      | Porsche 4.2 L Flat-6          | 911 | Frédéric Makowiecki              | 1-6, 8-11 |
| Porsche GT Team   | Porsche 911 RSR-19      | Porsche 4.2 L Flat-6          | 911 | Nick Tandy                       | 1-6, 8-11 |
| Porsche GT Team   | Porsche 911 RSR-19      | Porsche 4.2 L Flat-6          | 911 | Matt Campbell                    | 1, 9      |
| Porsche GT Team   | Porsche 911 RSR-19      | Porsche 4.2 L Flat-6          | 911 | Earl Bamber                      | 11        |
| Porsche GT Team   | Porsche 911 RSR-19      | Porsche 4.2 L Flat-6          | 912 | Earl Bamber                      | 1-6, 8-11 |
| Porsche GT Team   | Porsche 911 RSR-19      | Porsche 4.2 L Flat-6          | 912 | Laurens Vanthoor                 | 1-6, 8-11 |
| Porsche GT Team   | Porsche 911 RSR-19      | Porsche 4.2 L Flat-6          | 912 | Mathieu Jaminet                  | 1, 9      |
| Porsche GT Team   | Porsche 911 RSR-19      | Porsche 4.2 L Flat-6          | 912 | Neel Jani                        | 11        |

### GTD (GT Daytona)
| Scuderia                                  | Vettura                      | Motore                            | #  | Piloti                     | Gare          |
| ----------------------------------------- | ---------------------------- | --------------------------------- | -- | -------------------------- | ------------- |
| Pfaff Motorsports                         | Porsche 911 GT3 R            | Porsche 4.0 L Flat-6              | 9  | Lars Kern                  | 1, 9          |
| Pfaff Motorsports                         | Porsche 911 GT3 R            | Porsche 4.0 L Flat-6              | 9  | Dennis Olsen               | 1, 9          |
| Pfaff Motorsports                         | Porsche 911 GT3 R            | Porsche 4.0 L Flat-6              | 9  | Zacharie Robichon          | 1, 9          |
| Pfaff Motorsports                         | Porsche 911 GT3 R            | Porsche 4.0 L Flat-6              | 9  | Patrick Pilet              | 1             |
| GRT Grasser Racing Team                   | Lamborghini Huracán GT3 Evo  | Lamborghini 5.2 L V10             | 11 | Richard Heistand           | 1, 6, 11      |
| GRT Grasser Racing Team                   | Lamborghini Huracán GT3 Evo  | Lamborghini 5.2 L V10             | 11 | Steijn Schothorst          | 1, 6, 11      |
| GRT Grasser Racing Team                   | Lamborghini Huracán GT3 Evo  | Lamborghini 5.2 L V10             | 11 | Albert Costa               | 1             |
| GRT Grasser Racing Team                   | Lamborghini Huracán GT3 Evo  | Lamborghini 5.2 L V10             | 11 | Franck Perera              | 1, 11         |
| GRT Grasser Racing Team                   | Lamborghini Huracán GT3 Evo  | Lamborghini 5.2 L V10             | 11 | Richard Westbrook          | 6             |
| GEAR Racing powered by GRT Grasser        | Lamborghini Huracán GT3 Evo  | Lamborghini 5.2 L V10             | 19 | Tatiana Calderón           | 4             |
| GEAR Racing powered by GRT Grasser        | Lamborghini Huracán GT3 Evo  | Lamborghini 5.2 L V10             | 19 | Rahel Frey                 | 1             |
| GEAR Racing powered by GRT Grasser        | Lamborghini Huracán GT3 Evo  | Lamborghini 5.2 L V10             | 19 | Katherine Legge            | 1             |
| GEAR Racing powered by GRT Grasser        | Lamborghini Huracán GT3 Evo  | Lamborghini 5.2 L V10             | 19 | Christina Nielsen          | 1             |
| GRT Magnus                                | Lamborghini Huracán GT3 Evo  | Lamborghini 5.2 L V10             | 44 | Andrew Lally               | Tutte         |
| GRT Magnus                                | Lamborghini Huracán GT3 Evo  | Lamborghini 5.2 L V10             | 44 | John Potter                | Tutte         |
| GRT Magnus                                | Lamborghini Huracán GT3 Evo  | Lamborghini 5.2 L V10             | 44 | Spencer Pumpelly           | 1, 6, 9, 11   |
| GRT Magnus                                | Lamborghini Huracán GT3 Evo  | Lamborghini 5.2 L V10             | 44 | Marco Mapelli              | 1             |
| AIM Vasser-Sullivan                       | Lexus RC F GT3               | Toyota 2UR 5.0 L V8               | 12 | Townsend Bell              | Tutte         |
| AIM Vasser-Sullivan                       | Lexus RC F GT3               | Toyota 2UR 5.0 L V8               | 12 | Frank " Montecalvo         | 1-7, 9-11     |
| AIM Vasser-Sullivan                       | Lexus RC F GT3               | Toyota 2UR 5.0 L V8               | 12 | Aaron Telitz               | 1, 6          |
| AIM Vasser-Sullivan                       | Lexus RC F GT3               | Toyota 2UR 5.0 L V8               | 12 | Shane van Gisbergen        | 1             |
| AIM Vasser-Sullivan                       | Lexus RC F GT3               | Toyota 2UR 5.0 L V8               | 12 | Michael de Quesada         | 8, 11         |
| AIM Vasser-Sullivan                       | Lexus RC F GT3               | Toyota 2UR 5.0 L V8               | 12 | Kyle Kirkwood              | 9             |
| AIM Vasser-Sullivan                       | Lexus RC F GT3               | Toyota 2UR 5.0 L V8               | 14 | Jack Hawksworth            | Tutte         |
| AIM Vasser-Sullivan                       | Lexus RC F GT3               | Toyota 2UR 5.0 L V8               | 14 | Aaron Telitz               | 2-5, 7-11     |
| AIM Vasser-Sullivan                       | Lexus RC F GT3               | Toyota 2UR 5.0 L V8               | 14 | Michael de Quesada         | 1, 6, 9       |
| AIM Vasser-Sullivan                       | Lexus RC F GT3               | Toyota 2UR 5.0 L V8               | 14 | Kyle Busch                 | 1             |
| AIM Vasser-Sullivan                       | Lexus RC F GT3               | Toyota 2UR 5.0 L V8               | 14 | Parker Chase               | 1             |
| AIM Vasser-Sullivan                       | Lexus RC F GT3               | Toyota 2UR 5.0 L V8               | 14 | Daniel Morad               | 6             |
| AIM Vasser-Sullivan                       | Lexus RC F GT3               | Toyota 2UR 5.0 L V8               | 14 | Kyle Kirkwood              | 11            |
| Wright Motorsports                        | Porsche 911 GT3 R            | Porsche 4.0 L Flat-6              | 16 | Ryan Hardwick              | Tutte         |
| Wright Motorsports                        | Porsche 911 GT3 R            | Porsche 4.0 L Flat-6              | 16 | Patrick Long               | Tutte         |
| Wright Motorsports                        | Porsche 911 GT3 R            | Porsche 4.0 L Flat-6              | 16 | Klaus Bachler              | 1             |
| Wright Motorsports                        | Porsche 911 GT3 R            | Porsche 4.0 L Flat-6              | 16 | Anthony Imperato           | 1             |
| Wright Motorsports                        | Porsche 911 GT3 R            | Porsche 4.0 L Flat-6              | 16 | Jan Heylen                 | 6, 9, 11      |
| Gradient Racing                           | Acura NSX GT3 Evo            | Acura 3.5 L Turbo V6              | 22 | Till Bechtolsheimer        | 2-5, 7-8, 10  |
| Gradient Racing                           | Acura NSX GT3 Evo            | Acura 3.5 L Turbo V6              | 22 | Marc Miller                | 2-5, 7-8, 10  |
| Heart Of Racing Team                      | Aston Martin Vantage AMR GT3 | Mercedes-Benz M177 4.0 L Turbo V8 | 23 | Roman De Angelis           | 1, 4-11       |
| Heart Of Racing Team                      | Aston Martin Vantage AMR GT3 | Mercedes-Benz M177 4.0 L Turbo V8 | 23 | Ian James                  | 1, 4-11       |
| Heart Of Racing Team                      | Aston Martin Vantage AMR GT3 | Mercedes-Benz M177 4.0 L Turbo V8 | 23 | Alex Riberas               | 1             |
| Heart Of Racing Team                      | Aston Martin Vantage AMR GT3 | Mercedes-Benz M177 4.0 L Turbo V8 | 23 | Nicki Thiim                | 1             |
| Heart Of Racing Team                      | Aston Martin Vantage AMR GT3 | Mercedes-Benz M177 4.0 L Turbo V8 | 23 | Darren Turner              | 6, 9, 11      |
| Team Hardpoint                            | Audi R8 LMS Evo              | Audi 5.2 L V10                    | 30 | Robert Ferriol             | 2-5, 7-11     |
| Team Hardpoint                            | Audi R8 LMS Evo              | Audi 5.2 L V10                    | 30 | Spencer Pumpelly           | 2-5, 7-8, 10  |
| Team Hardpoint                            | Audi R8 LMS Evo              | Audi 5.2 L V10                    | 30 | Andrew Davis               | 9, 11         |
| Team Hardpoint                            | Audi R8 LMS Evo              | Audi 5.2 L V10                    | 30 | Markus Winkelhock          | 9             |
| Team Hardpoint                            | Audi R8 LMS Evo              | Audi 5.2 L V10                    | 30 | Pierre Kaffer              | 11            |
| Precision Performance Motorsports         | Lamborghini Huracán GT3 Evo  | Lamborghini 5.2 L V10             | 47 | Brandon Gdovic             | 1             |
| Precision Performance Motorsports         | Lamborghini Huracán GT3 Evo  | Lamborghini 5.2 L V10             | 47 | Johnathan Hoggard          | 1             |
| Precision Performance Motorsports         | Lamborghini Huracán GT3 Evo  | Lamborghini 5.2 L V10             | 47 | Mark Kvamme                | 1             |
| Precision Performance Motorsports         | Lamborghini Huracán GT3 Evo  | Lamborghini 5.2 L V10             | 47 | Eric Lux                   | 1             |
| Paul Miller Racing                        | Lamborghini Huracán GT3 Evo  | Lamborghini 5.2 L V10             | 48 | Bryan Sellers              | 1, 5-6, 9, 11 |
| Paul Miller Racing                        | Lamborghini Huracán GT3 Evo  | Lamborghini 5.2 L V10             | 48 | Madison Snow               | 1, 5-6, 9, 11 |
| Paul Miller Racing                        | Lamborghini Huracán GT3 Evo  | Lamborghini 5.2 L V10             | 48 | Corey Lewis                | 1, 6, 9, 11   |
| Paul Miller Racing                        | Lamborghini Huracán GT3 Evo  | Lamborghini 5.2 L V10             | 48 | Andrea Caldarelli          | 1             |
| Black Swan Racing                         | Porsche 911 GT3 R            | Porsche 4.0 L Flat-6              | 54 | Jeroen Bleekemolen         | 1             |
| Black Swan Racing                         | Porsche 911 GT3 R            | Porsche 4.0 L Flat-6              | 54 | Trenton Estep              | 1             |
| Black Swan Racing                         | Porsche 911 GT3 R            | Porsche 4.0 L Flat-6              | 54 | Sven Müller                | 1             |
| Black Swan Racing                         | Porsche 911 GT3 R            | Porsche 4.0 L Flat-6              | 54 | Tim Pappas                 | 1             |
| Heinricher Racing with MSR Curb-Agajanian | Acura NSX GT3 Evo            | Acura 3.5 L Turbo V6              | 57 | Mikhail Goikhberg          | 1-2, 4-11     |
| Heinricher Racing with MSR Curb-Agajanian | Acura NSX GT3 Evo            | Acura 3.5 L Turbo V6              | 57 | Álvaro Parente             | 1-2, 4-11     |
| Heinricher Racing with MSR Curb-Agajanian | Acura NSX GT3 Evo            | Acura 3.5 L Turbo V6              | 57 | Trent Hindman              | 1, 6, 9, 11   |
| Heinricher Racing with MSR Curb-Agajanian | Acura NSX GT3 Evo            | Acura 3.5 L Turbo V6              | 57 | Anthony James Allmendinger | 1             |
| Heinricher Racing with MSR Curb-Agajanian | Acura NSX GT3 Evo            | Acura 3.5 L Turbo V6              | 57 | Joseph "Joey" Hand         | 11            |
| Meyer Shank Racing with Curb-Agajanian    | Acura NSX GT3 Evo            | Acura 3.5 L Turbo V6              | 86 | Mario Farnbacher           | 1-2, 4-11     |
| Meyer Shank Racing with Curb-Agajanian    | Acura NSX GT3 Evo            | Acura 3.5 L Turbo V6              | 86 | Matthew McMurry            | 1-2, 4-11     |
| Meyer Shank Racing with Curb-Agajanian    | Acura NSX GT3 Evo            | Acura 3.5 L Turbo V6              | 86 | Shinya Michimi             | 1, 6, 9, 11   |
| Meyer Shank Racing with Curb-Agajanian    | Acura NSX GT3 Evo            | Acura 3.5 L Turbo V6              | 86 | Jules Gounon               | 1             |
| Scuderia Corsa                            | Ferrari 488 GT3              | Ferrari F154CB 3.9 L Turbo V8     | 63 | Cooper MacNeil             | 1-6, 9-11     |
| Scuderia Corsa                            | Ferrari 488 GT3              | Ferrari F154CB 3.9 L Turbo V8     | 63 | Toni Vilander              | 1-6           |
| Scuderia Corsa                            | Ferrari 488 GT3              | Ferrari F154CB 3.9 L Turbo V8     | 63 | Jeff Westphal              | 1, 6, 9, 11   |
| Scuderia Corsa                            | Ferrari 488 GT3              | Ferrari F154CB 3.9 L Turbo V8     | 63 | Alessandro Balzan          | 1, 9-11       |
| Riley Motorsports                         | Mercedes-Benz AMG GT3 Evo    | Mercedes-AMG M159 6.2 L V8        | 74 | Lawson Aschenbach          | Tutte         |
| Riley Motorsports                         | Mercedes-Benz AMG GT3 Evo    | Mercedes-AMG M159 6.2 L V8        | 74 | Gar Robinson               | Tutte         |
| Riley Motorsports                         | Mercedes-Benz AMG GT3 Evo    | Mercedes-AMG M159 6.2 L V8        | 74 | Ben Keating                | 1, 6, 9       |
| Riley Motorsports                         | Mercedes-Benz AMG GT3 Evo    | Mercedes-AMG M159 6.2 L V8        | 74 | Felipe Fraga               | 1             |
| Riley Motorsports                         | Mercedes-Benz AMG GT3 Evo    | Mercedes-AMG M159 6.2 L V8        | 74 | Marc Miller                | 11            |
| Compass Racing                            | McLaren 720S GT3             | McLaren M840T 4.0 L Turbo V8      | 76 | Paul Holton                | 2-5, 7-8, 10  |
| Compass Racing                            | McLaren 720S GT3             | McLaren M840T 4.0 L Turbo V8      | 76 | Corey Fergus               | 2-5, 7        |
| Compass Racing                            | McLaren 720S GT3             | McLaren M840T 4.0 L Turbo V8      | 76 | Jeff Kingsley              | 8, 10         |
| WRT Speedstar Audi Sport                  | Audi R8 LMS Evo              | Audi 5.2 L V10                    | 88 | Mirko Bortolotti           | 1             |
| WRT Speedstar Audi Sport                  | Audi R8 LMS Evo              | Audi 5.2 L V10                    | 88 | Rolf Ineichen              | 1             |
| WRT Speedstar Audi Sport                  | Audi R8 LMS Evo              | Audi 5.2 L V10                    | 88 | Daniel Morad               | 1             |
| WRT Speedstar Audi Sport                  | Audi R8 LMS Evo              | Audi 5.2 L V10                    | 88 | Dries Vanthoor             | 1             |
| Turner Motorsport                         | BMW M6 GT3                   | BMW 4.4 L Turbo V8                | 96 | Bill Auberlen              | 1-10          |
| Turner Motorsport                         | BMW M6 GT3                   | BMW 4.4 L Turbo V8                | 96 | Robby Foley                | Tutte         |
| Turner Motorsport                         | BMW M6 GT3                   | BMW 4.4 L Turbo V8                | 96 | Dillon Machavern           | 1, 6, 9, 11   |
| Turner Motorsport                         | BMW M6 GT3                   | BMW 4.4 L Turbo V8                | 96 | Jens Klingmann             | 1             |
| Turner Motorsport                         | BMW M6 GT3                   | BMW 4.4 L Turbo V8                | 96 | Nicholas "Nick" Yelloly    | 11            |
| Team TGM                                  | Aston Martin Vantage AMR GT3 | Mercedes-Benz M177 4.0 L Turbo V8 | 98 | Ross Gunn                  | 1             |
| Team TGM                                  | Aston Martin Vantage AMR GT3 | Mercedes-Benz M177 4.0 L Turbo V8 | 98 | Pedro Lamy                 | 1             |
| Team TGM                                  | Aston Martin Vantage AMR GT3 | Mercedes-Benz M177 4.0 L Turbo V8 | 98 | Mathias Lauda              | 1             |
| Team TGM                                  | Aston Martin Vantage AMR GT3 | Mercedes-Benz M177 4.0 L Turbo V8 | 98 | Andrew Watson              | 1             |

## Risultati e classifiche
| Gara | Evento                                   | Circuito                       | Vincitori DPi                                                 | Vincitori LMP2                                      | Vincitori GTLM                                                                | Vincitori GTD                                            | Resoconto |
| ---- | ---------------------------------------- | ------------------------------ | ------------------------------------------------------------- | --------------------------------------------------- | ----------------------------------------------------------------------------- | -------------------------------------------------------- | --------- |
| 1    | 24 Ore di Daytona                        | Daytona International Speedway | No. 10 Konica Minolta Cadillac DPi-V.R                        | No. 81 DragonSpeed USA                              | No. 24 BMW Team RLL                                                           | No. 48 Paul Miller Racing                                | Resoconto |
| 1    | 24 Ore di Daytona                        | Daytona International Speedway | Ryan Briscoe Scott Dixon Kamui Kobayashi Renger van der Zande | Colin Braun Ben Hanley Henrik Hedman Harrison Newey | John Edwards Augusto Farfus Jr. Jesse Kurki-Suonio (Jesse Krohn) Chaz Mostert | Andrea Caldarelli Corey Lewis Bryan Sellers Madison Snow | Resoconto |
| 2    | WeatherTech 240                          | Daytona International Speedway | No. 55 Mazda Motorsports                                      | Non partecipano                                     | No. 3 Corvette Racing                                                         | No. 14 AIM Vasser-Sullivan                               | Resoconto |
| 2    | WeatherTech 240                          | Daytona International Speedway | Jonathan Bomarito Harry Tincknell                             | Non partecipano                                     | Antonio García Jordan Taylor                                                  | Jack Hawksworth Aaron Telitz                             | Resoconto |
| 3    | Grand Prix of Sebring                    | Circuito di Sebring            | No. 31 Whelen Engineering Racing                              | No. 52 PR1 Mathiasen Motorsports                    | No. 4 Corvette Racing                                                         | No. 14 AIM Vasser-Sullivan                               | Resoconto |
| 3    | Grand Prix of Sebring                    | Circuito di Sebring            | Felipe "Pipo" Derani Felipe Nasr                              | Patrick Kelly Spencer Pigot                         | Oliver Gavin Tommy Milner                                                     | Jack Hawksworth Aaron Telitz                             | Resoconto |
| 4    | Road Race Showcase at Road America       | Road America                   | No. 7 Acura Team Penske                                       | No. 81 DragonSpeed USA                              | No. 3 Corvette Racing                                                         | No. 12 AIM Vasser-Sullivan                               | Resoconto |
| 4    | Road Race Showcase at Road America       | Road America                   | Hélio Castroneves Ricky Taylor                                | Ben Hanley Henrik Hedman                            | Antonio García Jordan Taylor                                                  | Townsend Bell Frankie Montecalvo                         | Resoconto |
| 5    | GT Challenge at VIR                      | Virginia International Raceway | Non partecipano                                               | Non partecipano                                     | No. 3 Corvette Racing                                                         | No. 96 Turner Motorsport                                 | Resoconto |
| 5    | GT Challenge at VIR                      | Virginia International Raceway | Non partecipano                                               | Non partecipano                                     | Antonio García Jordan Taylor                                                  | Bill Auberlen Robby Foley                                | Resoconto |
| 6    | Grand Prix of Atlanta                    | Virginia International Raceway | No. 7 Acura Team Penske                                       | No. 52 PR1/Mathiasen Motorsports                    | No. 25 BMW Team RLL                                                           | No. 86 Meyer Shank Racing with Curb-Agajanian            | Resoconto |
| 6    | Grand Prix of Atlanta                    | Virginia International Raceway | Hélio Castroneves Ricky Taylor                                | Scott Huffaker Patrick Kelly Simon Trummer          | Connor De Phillippi Bruno Spengler                                            | Mario Farnbacher Matthew "Matt" McMurry Shinya Michimi   | Resoconto |
| 7    | Sports Car Challenge at Mid-Ohio         | Circuito di Mid-Ohio           | No. 7 Acura Team Penske                                       | Non partecipano                                     | No. 3 Corvette Racing                                                         | No. 14 AIM Vasser-Sullivan                               | Resoconto |
| 7    | Sports Car Challenge at Mid-Ohio         | Circuito di Mid-Ohio           | Hélio Castroneves Ricky Taylor                                | Non partecipano                                     | Antonio García Jordan Taylor                                                  | Jack Hawksworth Aaron Telitz                             | Resoconto |
| 8    | RGrand Prix of Charlotte                 | Charlotte Motor Speedway       | Non partecipano                                               | Non partecipano                                     | No. 3 Corvette Racing                                                         | No. 14 AIM Vasser-Sullivan                               | Resoconto |
| 8    | RGrand Prix of Charlotte                 | Charlotte Motor Speedway       | Non partecipano                                               | Non partecipano                                     | Antonio García Jordan Taylor                                                  | Jack Hawksworth Aaron Telitz                             | Resoconto |
| 9    | Petit Le Mans                            | Road Atlanta                   | No. 10 Konica Minolta Cadillac DPi-V.R                        | No. 8 Tower Motorsport by Starworks                 | No. 911 Porsche GT Team                                                       | No. 63 Scuderia Corsa                                    | Resoconto |
| 9    | Petit Le Mans                            | Road Atlanta                   | Ryan Briscoe Scott Dixon Renger van der Zande                 | John Farano Mikkel Jensen Job van Uitert            | Matt Campbell Frédéric Makowiecki Nick Tandy                                  | Alessandro Balzan Cooper MacNeil Jeff Westphal           | Resoconto |
| 10   | Hyundai Monterey Sports Car Championship | Circuito di Laguna Seca        | No. 7 Acura Team Penske                                       | Non partecipano                                     | No. 912 Porsche GT Team                                                       | No. 86 Meyer Shank Racing w/ Curb-Agajaninan             | Resoconto |
| 10   | Hyundai Monterey Sports Car Championship | Circuito di Laguna Seca        | Hélio Castroneves Ricky Taylor                                | Non partecipano                                     | Earl Bamber Laurens Vanthoor                                                  | Mario Farnbacher Matthew "Matt" McMurry                  | Resoconto |
| 11   | 12 Ore di Sebring                        | Circuito di Sebring            | No. 55 Mazda Motorsports                                      | No. 52 PR1 Mathiasen Motorsports                    | No. 911 Porsche GT Team                                                       | No. 16 Wright Motorsports                                | Resoconto |
| 11   | 12 Ore di Sebring                        | Circuito di Sebring            | Jonathan Bomarito Ryan Hunter-Reay Harry Tincknell            | Patrick Kelly Scott Huffaker Simon Trummer          | Earl Bamber Frédéric Makowiecki Nick Tandy                                    | Ryan Hardwick Jan Heylen Patrick Long                    | Resoconto |

### Classifica piloti

#### Sistemi a punti
| Posizione | 1º | 2º | 3º | 4º | 5º | 6º | 7º | 8º | 9º | 10º | 11º | 12º | 13º | 14º | 15º | 16º | 17º | 18º | 19º | 20º | 21º | 22º | 23º | 24º | 25º | 26º | 27º | 28º | 29º | 30º |
| --------- | -- | -- | -- | -- | -- | -- | -- | -- | -- | --- | --- | --- | --- | --- | --- | --- | --- | --- | --- | --- | --- | --- | --- | --- | --- | --- | --- | --- | --- | --- |
| Gara      | 35 | 32 | 30 | 28 | 26 | 25 | 24 | 23 | 22 | 21  | 20  | 19  | 18  | 17  | 16  | 15  | 14  | 13  | 12  | 11  | 10  | 9   | 8   | 7   | 6   | 5   | 4   | 3   | 2   | 1   |

##### Punti pilota
I punti vengono assegnati in ogni classe al termine di ogni evento.

##### Punti squadra
I punti squadra vengono calcolati esattamente allo stesso modo dei punti pilota, utilizzando la tabella di distribuzione dei punti. Ogni vettura iscritta è considerata una "squadra" a sé stante indipendentemente dal fatto che si tratti di una singola vettura o parte di una squadra di due vetture.

##### Punti costruttori
Ci sono anche un certo numero di campionati produttori che utilizzano lo stesso grafico di distribuzione dei punti per tutta la stagione. I campionati costruttori riconosciuti dall'IMSA sono i seguenti:
Daytona Prototype International (DPi): produttore di motori e carrozzerie
GT Le Mans (GTLM): casa automobilistica
GT Daytona (GTD): casa automobilistica
Ogni produttore riceve punti finali per la sua vettura con il miglior piazzamento in ogni classe. Le posizioni delle successive vetture finaliste dello stesso produttore non vengono prese in considerazione e tutti gli altri produttori salgono nell'ordine.

##### Michelin Endurance Cup
Il sistema a punti per la Michelin Endurance Cup è diverso dal normale sistema a punti. I punti vengono assegnati su base 5–4–3–2 per piloti, team e produttori. La prima posizione finale ad ogni intervallo guadagna cinque punti, quattro punti per la seconda posizione, tre punti per la terza, con due punti assegnati per la quarta e ogni successiva posizione di arrivo.
| Posizione  | 1 | 2 | 3 | Altre posizioni |
| ---------- | - | - | - | --------------- |
| Qualifiche | 5 | 4 | 3 | 2               |

A Daytona (24 ore) i punti vengono assegnati a sei ore, 12 ore, 18 ore e al traguardo. A Sebring (12 ore di gara) i punti vengono assegnati alle quattro ore, otto ore e al traguardo. Al round di settembre del Michelin Raceway (gara di 6 ore), i punti vengono assegnati alle tre ore e all'arrivo. Al round di ottobre del Michelin Raceway (gara di 10 ore), i punti vengono assegnati a quattro ore, otto ore e al traguardo.
Come il campionato a squadre della durata della stagione, i punti del team della Michelin Endurance Cup vengono assegnati per ogni vettura e i piloti ottengono punti in qualsiasi macchina che guidano, in cui vengono inseriti per i punti. I punti del produttore vanno all'auto con il punteggio più alto di quel produttore (gli altri di quel produttore non vengono contati), proprio come il campionato costruttori della stagione.

#### Daytona Prototype international (DPi)
| Pos. | Pilota               | Team                                            | DAY1 | DAY2 | SEB1 | ELK | ATL1 | MOH | ATL2 | LGA | SEB2 | Punti | MEC |
| ---- | -------------------- | ----------------------------------------------- | ---- | ---- | ---- | --- | ---- | --- | ---- | --- | ---- | ----- | --- |
| 1    | Hélio Castroneves    | Acura Team Penske                               | 8    | 8    | 7    | 1   | 1    | 1   | 2    | 1   | 8    | 265   | 31  |
| 1    | Ricky Taylor         | Acura Team Penske                               | 8    | 8    | 7    | 1   | 1    | 1   | 2    | 1   | 8    | 265   | 31  |
| 2    | Ryan Briscoe         | Konica Minolta Cadillac DPi-V.R                 | 1    | 6    | 2    | 2   | 5    | 3   | 1    | 6   | 7    | 246   | 42  |
| 2    | Renger van der Zande | Konica Minolta Cadillac DPi-V.R                 | 1    | 6    | 2    | 2   | 5    | 3   | 1    | 6   | 7    | 246   | 42  |
| 3    | Jonathan Bomarito    | Mazda Team Joest                                | 6    |      |      |     |      |     |      |     |      | 260   | 29  |
| 3    | Jonathan Bomarito    | Mazda Motorsports                               |      | 1    | 5    | 5   | 2    | 4   | 6    | 4   | 1    | 260   | 29  |
| 3    | Harry Tincknell      | Mazda Team Joest                                | 6    |      |      |     |      |     |      |     |      | 260   | 29  |
| 3    | Harry Tincknell      | Mazda Motorsports                               |      | 1    | 5    | 5   | 2    | 4   | 6    | 4   | 1    | 260   | 29  |
| 4    | Luis Felipe Derani   | Whelen Engineering Racing                       | 7    | 5    | 1    | 3   | 3    | 2   | 5    | 3   | 6    | 258   | 35  |
| 5    | Sébastien Bourdais   | Mustang Sampling Racing/JDC -Miller MotorSports | 3    | 3    | 3    | 4   | 4    | 6   | 4    | 7   | 5    | 249   | 33  |
| 6    | Dane Cameron         | Acura Team Penske                               | 4    | 4    | 6    | 8   | 6    | 7   | 3    | 2   | 2    | 247   | 36  |
| 6    | Juan Pablo Montoya   | Acura Team Penske                               | 4    | 4    | 6    | 8   | 6    | 7   | 3    | 2   | 2    | 247   | 36  |
| 7    | Oliver Jarvis        | Mazda Team Joest                                | 2    |      |      |     |      |     |      |     |      | 247   | 34  |
| 7    | Oliver Jarvis        | Mazda Motorsports                               |      | 2    | 4    | 6   | 7    | 5   | 7    | 5   | 3    | 247   | 34  |
| 7    | Tristan Nunez        | Mazda Team Joest                                | 2    |      |      |     |      |     |      |     |      | 247   | 34  |
| 7    | Tristan Nunez        | Mazda Motorsports                               |      | 2    | 4    | 6   | 7    | 5   | 7    | 5   | 3    | 247   | 34  |
| 8    | Felipe Nasr          | Whelen Engineering Racing                       | 7    |      | 1    | 3   | 3    | 2   | 5    | 3   | 6    | 232   | 35  |
| 9    | Tristan Vautier      | Mustang Sampling Racing/JDC -Miller MotorSports |      |      |      |     | 4    | 8   |      | 7   | 5    | 226   | 27  |
| 9    | Tristan Vautier      | JDC-Miller MotorSports                          | 5    | 7    | 8    | 7   |      |     | 4    |     |      | 226   | 27  |
| 10   | João Barbosa         | Mustang Sampling Racing/JDC -Miller MotorSports | 3    | 3    | 3    | 4   | 4    | 6   |      |     |      | 171   | 18  |
| 11   | Matheus Leist        | JDC-Miller MotorSports                          | 5    |      |      |     | 8    |     | 8    | 8   | 4    | 123   | 24  |
| 12   | Ryan Hunter-Reay     | Mazda Team Joest                                | 6    |      |      |     |      |     |      |     |      | 117   | 29  |
| 12   | Ryan Hunter-Reay     | Mazda Motorsports                               |      |      |      |     | 2    |     | 6    |     | 1    | 117   | 29  |
| 13   | Olivier Pla          | Mazda Team Joest                                | 2    |      |      |     |      |     |      |     |      | 110   | 34  |
| 13   | Olivier Pla          | Mazda Motorsports                               |      |      |      |     | 7    |     | 7    |     | 3    | 110   | 34  |
| 14   | Stephen Simpson      | JDC-Miller MotorSports                          |      |      | 8    |     | 8    |     |      | 8   | 4    | 97    | 10  |
| 15   | Chris Miller         | JDC-Miller MotorSports                          | 5    | 7    |      | 7   |      |     | 8    |     |      | 97    | 14  |
| 16   | Scott Dixon          | Konica Minolta Cadillac DPi-V.R                 | 1    |      |      |     |      |     | 1    |     | 7    | 94    | 38  |
| 17   | Simon Pagenaud       | Acura Team Penske                               | 4    |      |      |     |      |     | 3    |     | 2    | 90    | 29  |
| 18   | Loïc Duval           | Mustang Sampling Racing/JDC -Miller MotorSports | 3    |      |      |     |      |     | 4    |     | 5    | 84    | 29  |
| 19   | Filipe Albuquerque   | Whelen Engineering Racing                       | 7    |      |      |     | 3    |     | 5    |     |      | 80    | 28  |
| 20   | Alexander Rossi      | Acura Team Penske                               | 8    |      |      |     |      |     | 2    |     | 8    | 78    | 24  |
| 21   | Gabriel Chaves       | Whelen Engineering Racing                       |      | 5    |      |     |      |     |      |     | 6    | 51    | 7   |
| 22   | Gabriel Aubry        | JDC-Miller MotorSports                          |      |      |      |     |      | 8   | 8    |     |      | 46    | 6   |
| 23   | Kamui Kobayashi      | Konica Minolta Cadillac DPi-V.R                 | 1    |      |      |     |      |     |      |     |      | 35    | 19  |
| 24   | Scott Andrews        | JDC-Miller MotorSports                          |      |      |      |     |      |     |      |     | 4    | 28    | 6   |
| 25   | Juan Piedrahita      | JDC-Miller MotorSports                          | 5    |      |      |     |      |     |      |     |      | 26    | 8   |
| 26   | Mike Conway          | Whelen Engineering Racing                       | 7    |      |      |     |      |     |      |     |      | 24    | 10  |
| Pos. | Pilota               | Team                                            | DAY1 | DAY2 | SEB1 | ELK | ATL1 | MOH | ATL2 | LGA | SEB2 | Punti | MEC |

#### Classifica Le Mans Prototype 2 (LMP2)
| Pos. | Pilota                   | Team                          | DAY1† | SEB1 | ELK | ATL1 | ATL2 | LGA | SEB2 | Punti | MEC |
| ---- | ------------------------ | ----------------------------- | ----- | ---- | --- | ---- | ---- | --- | ---- | ----- | --- |
| 1    | Patrick Kelly            | PR1 Mathiasen Motorsports     |       | 1    | 4   | 1    | 4    | 1   | 1    | 196   | 37  |
| 2    | Simon Trummer            | PR1 Mathiasen Motorsports     | 2     |      | 4   | 1    | 4    | 1   | 1    | 161   | 55  |
| 3    | Scott Huffaker           | PR1 Mathiasen Motorsports     |       |      |     | 1    | 4    |     | 1    | 98    | 37  |
| 4    | John Farano              | Tower Motorsport By Starworks | 4     | 4    |     |      | 1    |     | 2    | 95    | 33  |
| 5    | Dwight Merriman          | Era Motorsport                | 3     | 3    | 3   | 2    |      |     |      | 92    | 19  |
| 5    | Kyle Tilley              | Era Motorsport                | 3     | 3    | 3   | 2    |      |     |      | 92    | 19  |
| 6    | Mikkel Jensen            | Tower Motorsport By Starworks |       |      |     |      | 1    |     | 2    | 67    | 23  |
| 7    | Cameron Cassels          | Performance Tech Motorsports  | 5     | 2    | 2   |      |      |     |      | 64    | 8   |
| 8    | Colin Braun              | Performance Tech Motorsports  | 1     |      |     | 2    | 2    |     |      | 64    | 34  |
| 9    | Henrik Hedman            | DragonSpeed USA               | 1     | 5    | 1   |      |      |     |      | 61    | 17  |
| 10   | Matthew Bell             | Performance Tech Motorsports  |       |      |     |      | 2    |     |      | 60    | 16  |
| 10   | Matthew Bell             | Inter Europol Competition     |       |      |     |      |      |     | 4    | 60    | 16  |
| 11   | Jakub Śmiechowski        | Inter Europol Competition     |       |      |     |      | 3    |     | 4    | 58    | 15  |
| 12   | Spencer Pigot            | PR1 Mathiasen Motorsports     |       | 1    |     |      |      |     |      | 35    | -   |
| 13   | Ben Hanley               | DragonSpeed USA               | 1     |      | 1   |      |      |     |      | 35    | 17  |
| 14   | Job van Uitert           | Tower Motorsport By Starworks |       |      |     |      | 1    |     |      | 35    | 13  |
| 15   | Kyle Masson              | Tower Motorsport By Starworks | 5     | 2    |     |      |      |     |      | 32    | 8   |
| 16   | James French             | Performance Tech Motorsports  |       |      | 2   |      |      |     |      | 32    | -   |
| 17   | James McGuire            | Performance Tech Motorsports  |       |      |     |      | 2    |     |      | 32    | 9   |
| 18   | David Heinemeier Hansson | Tower Motorsport By Starworks | 4     |      |     |      |      |     | 2    | 32    | 20  |
| 19   | Rob Hodes                | Inter Europol Competition     |       |      |     |      | 3    |     |      | 30    | 8   |
| 19   | Austin McCusker          | Inter Europol Competition     |       |      |     |      | 3    |     |      | 30    | 8   |
| 20   | Don Yount                | Performance Tech Motorsports  | 5     |      |     |      |      |     | 3    | 30    | 18  |
| 20   | Patrick Byrne            | Performance Tech Motorsports  |       |      |     |      |      |     | 3    | 30    | 10  |
| 20   | Guy Cosmo                | Performance Tech Motorsports  |       |      |     |      |      |     | 3    | 30    | 10  |
| 21   | Ryan Dalziel             | Tower Motorsport By Starworks | 4     | 4    |     |      |      |     |      | 28    | 10  |
| 22   | Naveen Rao               | Inter Europol Competition     |       |      |     |      |      |     | 4    | 28    | 7   |
| 23   | Gustavo Menezes          | DragonSpeed USA               |       | 5    |     |      |      |     |      | 26    | -   |
| -    | Harrison Newey           | DragonSpeed USA               | 1     |      |     |      |      |     |      | -     | 17  |
| -    | Gabriel Aubry            | PR1 Mathiasen Motorsports     | 2     |      |     |      |      |     |      | -     | 18  |
| -    | Nicholas Boulle          | PR1 Mathiasen Motorsports     | 2     |      |     |      |      |     |      | -     | 18  |
| -    | Ben Keating              | PR1 Mathiasen Motorsports     | 2     |      |     |      |      |     |      | -     | 18  |
| -    | Ryan Lewis               | Era Motorsport                | 3     |      |     |      |      |     |      | -     | 11  |
| -    | Nicolas Minassian        | Era Motorsport                | 3     |      |     |      |      |     |      | -     | 11  |
| -    | Nicolas Lapierre         | Tower Motorsport By Starworks | 4     |      |     |      |      |     |      | -     | 10  |
| -    | Robert Masson            | Performance Tech Motorsports  | 5     |      |     |      |      |     |      | -     | 8   |
| Pos. | Pilota                   | Team                          | DAY1† | SEB1 | ELK | ATL1 | ATL2 | LGA | SEB2 | Punti | MEC |

† I punti contano solo per la Michelin Endurance Cup e non per il campionato LMP2 generale.

#### Classifica GT Le Mans (GTLM)
| Pos. | Pilota                           | Team              | DAY1 | DAY2 | SEB1 | ELK | VIR | ATL1 | MOH | CLT  | ATL2 | LGA | SEB2 | Punti | MEC |
| ---- | -------------------------------- | ----------------- | ---- | ---- | ---- | --- | --- | ---- | --- | ---- | ---- | --- | ---- | ----- | --- |
| 1    | Antonio García                   | Corvette Racing   | 4    | 1    | 2    | 1   | 1   | 5    | 1   | 1    | 2    | 2   | 5    | 351   | 32  |
| 1    | Jordan Taylor                    | Corvette Racing   | 4    | 1    | 2    | 1   | 1   | 5    | 1   | 1    | 2    | 2   | 5    | 351   | 32  |
| 2    | John Edwards                     | BMW Team RLL      | 1    | 6    | 5    | 3   | 6   | 3    | 4   | 2    | 3    | 4   | 3    | 319   | 48  |
| 2    | Jesse Kurki-Suonio (Jesse Krohn) | BMW Team RLL      | 1    | 6    | 5    | 3   | 6   | 3    | 4   | 2    | 3    | 4   | 3    | 319   | 48  |
| 3    | Oliver Gavin                     | Corvette Racing   | 7    | 5    | 1    | 2   | 4   | 2    | 2   | 4    | 4    | 6   | 6    | 315   | 26  |
| 3    | Tommy Milner                     | Corvette Racing   | 7    | 5    | 1    | 2   | 4   | 2    | 2   | 4    | 4    | 6   | 6    | 315   | 26  |
| 4    | Connor De Phillippi              | BMW Team RLL      | 5    | 4    | 4    | 6   | 2   | 1    | 3   | 3    | 6    | 5   | 4    | 313   | 30  |
| 4    | Bruno Spengler                   | BMW Team RLL      | 5    | 4    | 4    | 6   | 2   | 1    | 3   | 3    | 6    | 5   | 4    | 313   | 30  |
| 5    | Frédéric Makowiecki              | Porsche GT Team   | 3    | 3    | 6    | 4   | 3   | 4    |     | 5    | 1    | 3   | 1    | 297   | 43  |
| 5    | Nick Tandy                       | Porsche GT Team   | 3    | 3    | 6    | 4   | 3   | 4    |     | 5    | 1    | 3   | 1    | 297   | 43  |
| 6    | Earl Bamber                      | Porsche GT Team   | 2    | 2    | 3    | 5   | 5   | 6    |     | 6    | 5    | 1   | 2    | 289   | 37  |
| 6    | Laurens Vanthoor                 | Porsche GT Team   | 2    | 2    | 3    | 5   | 5   | 6    |     | 6    | 5    | 1   | 2    | 289   | 37  |
| 7    | Augusto Farfus Jr.               | BMW Team RLL      | 1    |      |      |     |     |      |     |      | 3    |     | 3    | 95    | 42  |
| 7    | Nicky "Nick" Catsburg            | Corvette Racing   | 4    |      |      |     |     |      |     |      | 2    |     | 5    | 86    | 18  |
| 9    | Colton Herta                     | BMW Team RLL      | 5    |      |      |     |     |      |     |      | 6    |     | 4    | 79    | 21  |
| 10   | Marcel Fässler                   | Corvette Racing   | 7    |      |      |     |     |      |     |      | 6    |     | 4    | 77    | 20  |
| 11   | Matt Campbell                    | Porsche GT Team   | 3    |      |      |     |     |      |     |      | 1    |     |      | 65    | 24  |
| 12   | Mathieu Jaminet                  | Porsche GT Team   | 2    |      |      |     |     |      |     |      | 5    |     |      | 58    | 25  |
| 13   | Chaz Mostert                     | BMW Team RLL      | 1    |      |      |     |     |      |     |      |      |     |      | 35    | 18  |
| 14   | Neel Jani                        | Porsche GT Team   |      |      |      |     |     |      |     |      |      |     | 2    | 32    | 8   |
| 15   | Philipp Eng                      | BMW Team RLL      | 5    |      |      |     |     |      |     |      |      |     |      | 26    | 8   |
| 16   | James Calado                     | Risi Competizione | 6    |      |      |     |     |      |     |      |      |     |      | 25    | 8   |
| 16   | Alessandro Pier Guidi            | Risi Competizione | 6    |      |      |     |     |      |     |      |      |     |      | 25    | 8   |
| 16   | Davide Rigon                     | Risi Competizione | 6    |      |      |     |     |      |     |      |      |     |      | 25    | 8   |
| 16   | Daniel Serra                     | Risi Competizione | 6    |      |      |     |     |      |     |      |      |     |      | 25    | 8   |
| Pos. | Pilota                           | Team              | DAY1 | DAY2 | SEB1 | ELK | VIR | ATL1 | MOH | ATL2 | CLT  | LGA | SEB2 | Punti | MEC |

#### Classifica GT Daytona (GTD)
| Pos. | Pilota                             | Team                                      | DAY1 | DAY2 | SEB1† | ELK | VIR | ATL1 | MOH | CLT | ATL2 | LGA | SEB2 | Punti | WTSC | MEC |
| ---- | ---------------------------------- | ----------------------------------------- | ---- | ---- | ----- | --- | --- | ---- | --- | --- | ---- | --- | ---- | ----- | ---- | --- |
| 1    | Mario Farnbacher                   | Meyer Shank Racing with Curb-Agajanian    | 10   | 3    |       | 2   | 2   | 1    | 5   | 7   | 10   | 1   | 3    | 288   | 181  | 33  |
| 1    | Matthew "Matt" McMurry             | Meyer Shank Racing with Curb-Agajanian    | 10   | 3    |       | 2   | 2   | 1    | 5   | 7   | 10   | 1   | 3    | 288   | 181  | 33  |
| 2    | Ryan Hardwick                      | Wright Motorsports                        | 4    | 7    | 9     | 5   | 5   | 3    | 3   | 2   | 4    | 6   | 1    | 284   | 185  | 29  |
| 2    | Patrick Long                       | Wright Motorsports                        | 4    | 7    | 9     | 5   | 5   | 3    | 3   | 2   | 4    | 6   | 1    | 284   | 185  | 29  |
| 3    | Aaron Telitz                       | AIM Vasser Sullivan                       | 12   | 1    | 1     | 3   | 4   | 5    | 1   | 8   | 2    | 11  | 12   | 267   | 206  | 30  |
| 4    | Jack Hawksworth                    | AIM Vasser Sullivan                       | 9    | 1    | 1     | 3   | 4   | 10   | 1   | 8   | 2    | 11  | 12   | 265   | 206  | 29  |
| 5    | Robby Foley                        | Turner Motorsport                         | 6    | 8    | 3     | 7   | 1   | 11   | 11  | 1   | 9    | 2   | 11   | 256   | 199  | 24  |
| 6    | Townsend Bell                      | AIM Vasser Sullivan                       | 12   | 2    | 5     | 1   | 9   | 5    | 10  | 4   | 8    | 8   | 9    | 251   | 187  | 25  |
| 7    | Mikhail "Misha" Goikhberg          | Heinricher Racing with MSR Curb-Agajanian | 8    | 4    |       | 12  | 6   | 7    | 6   | 5   | 6    | 3   | 6    | 250   | 153  | 25  |
| 8    | Lawson Aschenbach                  | Riley Motorsports                         | 11   | 6    | 4     | 6   | 3   | 4    | 2   | 10  | 12   | 9   | 8    | 245   | 183  | 28  |
| 8    | Gar Robinson                       | Riley Motorsports                         | 11   | 6    | 4     | 6   | 3   | 4    | 2   | 10  | 12   | 9   | 8    | 245   | 183  | 28  |
| 9    | Andrew "Andy" Lally                | GRT Magnus                                | 2    | 9    | 10    | 8   | 7   | 12   | 7   | 11  | 3    | 5   | 7    | 244   | 160  | 32  |
| 9    | John Potter                        | GRT Magnus                                | 2    | 9    | 10    | 8   | 7   | 12   | 7   | 11  | 3    | 5   | 7    | 244   | 160  | 32  |
| 10   | Bill Auberlen                      | Turner Motorsport                         | 6    | 8    | 3     | 7   | 1   | 11   | 11  | 1   | 9    | 2   |      | 236   | 199  | 18  |
| 11   | Spencer Pumpelly                   | GRT Magnus                                | 2    |      |       |     |     | 12   |     |     | 3    |     | 7    | 228   | 136  | 32  |
| 11   | Spencer Pumpelly                   | Team Hardpoint                            |      | 12   | 8     | 10  | 13  |      | 12  |     |      | 10  |      | 228   | 136  | 32  |
| 12   | Álvaro Parente                     | Heinricher Racing with MSR Curb-Agajanian | 8    | 4    |       | 12  | 6   | 7    | 6   | 5   | 6    | 3   |      | 225   | 153  | 19  |
| 13   | Frank "Frankie" Montecalvo         | AIM Vasser Sullivan                       | 12   | 2    | 5     | 1   | 9   | 5    | 10  |     | 8    | 8   | 9    | 223   | 159  | 25  |
| 14   | Cooper MacNeil                     | Scuderia Corsa                            | 7    | 5    | 2     | 4   | 12  | 9    |     |     | 1    | 7   | 4    | 206   | 129  | 35  |
| 15   | Roman De Angelis                   | Heart Of Racing Team                      | 18   |      |       | NP  | 8   | 6    | 4   | 3   | 11   | 4   | 2    | 199   | 109  | 27  |
| 15   | Ian James                          | Heart Of Racing Team                      | 18   |      |       | NP  | 8   | 6    | 4   | 3   | 11   | 4   | 2    | 199   | 109  | 27  |
| 16   | Robert Ferriol                     | Team Hardpoint                            |      | 12   | 8     | 10  | 13  |      | 12  | 6   | 13   | 10  | 5    | 167   | 146  | 12  |
| 17   | Marc Miller                        | Gradient Racing                           |      | 10   | 7     | 11  | 10  |      | 9   | 12  |      | 12  |      | 145   | 146  | 10  |
| 17   | Marc Miller                        | Riley Motorsports                         |      |      |       |     |     |      |     |     |      |     | 8    | 145   | 146  | 10  |
| 18   | Bryan Sellers                      | Paul Miller Racing                        | 1    |      |       |     | 14  | 2    |     |     | 7    |     | 13   | 126   | 17   | 44  |
| 18   | Madison Snow                       | Paul Miller Racing                        | 1    |      |       |     | 14  | 2    |     |     | 7    |     | 13   | 126   | 17   | 44  |
| 19   | Michael de Quesada                 | AIM Vasser Sullivan                       | 9    |      |       |     |     | 10   |     | 4   | 2    |     | 9    | 125   | 28   | 29  |
| 20   | Paul Holton                        | Compass Racing                            |      | 11   | 6     | 9   | 11  |      | 8   | 9   |      | 13  |      | 125   | 150  | -   |
| 21   | Till Bechtolsheimer                | Gradient Racing                           |      | 10   | 7     | 11  | 10  |      | 9   | 12  |      | 12  |      | 122   | 146  | -   |
| 22   | Toni Vilander                      | Scuderia Corsa                            | 7    | 5    | 2     | 4   | 12  | 9    |     |     |      |     |      | 119   | 105  | 14  |
| 23   | Alessandro Balzan                  | Scuderia Corsa                            | 7    |      |       |     |     |      |     |     | 1    | 7   | 4    | 111   | 24   | 31  |
| 24   | Corey Lewis                        | Paul Miller Racing                        | 1    |      |       |     |     | 2    |     |     | 7    |     | 13   | 109   | -    | 44  |
| 25   | Jeff Westphal                      | Scuderia Corsa                            | 7    |      |       |     |     | 9    |     |     | 1    |     | 4    | 109   | -    | 35  |
| 26   | Shinya Michimi                     | Meyer Shank Racing with Curb-Agajanian    | 10   |      |       |     |     | 1    |     |     | 10   |     | 3    | 107   | -    | 33  |
| 27   | Trent Hindman                      | Heinricher Racing with MSR Curb-Agajanian | 8    |      |       |     |     | 7    |     |     | 6    |     | 6    | 97    | -    | 25  |
| 28   | Jan Heylen                         | Wright Motorsports                        |      |      |       |     |     | 3    |     |     | 4    |     | 1    | 93    | -    | 21  |
| 29   | Dillon Machavern                   | Turner Motorsport                         | 6    |      |       |     |     | 11   |     |     | 9    |     | 11   | 87    | -    | 24  |
| 30   | Corey Fergus                       | Compass Racing                            |      | 11   | 6     | 9   | 11  |      | 8   |     |      |     |      | 85    | 110  | -   |
| 31   | Darren Turner                      | Heart Of Racing Team                      |      |      |       |     |     | 6    |     |     | 11   |     | 2    | 77    | -    | 19  |
| 32   | Ben Keating                        | Riley Motorsports                         | 11   |      |       |     |     | 4    |     |     | 12   |     |      | 67    | -    | 18  |
| 33   | Richard Heistand                   | GRT Grasser Racing Team                   | 14   |      |       |     |     | 8    |     |     |      |     | 10   | 61    | -    | 18  |
| 33   | Steijn Schothorst                  | GRT Grasser Racing Team                   | 14   |      |       |     |     | 8    |     |     |      |     | 10   | 61    | -    | 18  |
| 34   | Daniel Morad                       | WRT Speedstar Audi Sport                  | 3    |      |       |     |     |      |     |     |      |     |      | 51    | -    | 17  |
| 34   | Daniel Morad                       | AIM Vasser Sullivan                       |      |      |       |     |     | 10   |     |     |      |     |      | 51    | -    | 17  |
| 35   | Lars Kern                          | Pfaff Motorsports                         | 13   |      |       |     |     |      |     |     | 5    |     |      | 44    | -    | 14  |
| 35   | Dennis Olsen                       | Pfaff Motorsports                         | 13   |      |       |     |     |      |     |     | 5    |     |      | 44    | -    | 14  |
| 35   | Zacharie "Zach" Robichon           | Pfaff Motorsports                         | 13   |      |       |     |     |      |     |     | 5    |     |      | 44    | -    | 14  |
| 36   | Andrew Davis                       | Team Hardpoint                            |      |      |       |     |     |      |     |     | 13   |     | 5    | 46    | -    | 12  |
| 37   | Kyle Kirkwood                      | AIM Vasser Sullivan                       |      |      |       |     |     |      |     |     | 8    |     | 12   | 42    | -    | 12  |
| 38   | Jeff Kingsley                      | Compass Racing                            |      |      |       |     |     |      |     | 9   |      | 13  |      | 40    | 40   | -   |
| 39   | Franck Perera                      | GRT Grasser Racing Team                   | 14   |      |       |     |     |      |     |     |      |     | 10   | 38    | -    | 14  |
| 40   | Andrea Caldarelli                  | Paul Miller Racing                        | 1    |      |       |     |     |      |     |     |      |     |      | 35    | -    | 18  |
| 41   | Marco Mapelli                      | GRT Magnus                                | 2    |      |       |     |     |      |     |     |      |     |      | 32    | -    | 15  |
| 42   | Mirko Bortolotti                   | WRT Speedstar Audi Sport                  | 3    |      |       |     |     |      |     |     |      |     |      | 30    | -    | 13  |
| 42   | Rolf Ineichen                      | WRT Speedstar Audi Sport                  | 3    |      |       |     |     |      |     |     |      |     |      | 30    | -    | 13  |
| 42   | Dries Vanthoor                     | WRT Speedstar Audi Sport                  | 3    |      |       |     |     |      |     |     |      |     |      | 30    | -    | 13  |
| 43   | Klaus Bachler                      | Wright Motorsports                        | 4    |      |       |     |     |      |     |     |      |     |      | 28    | -    | 8   |
| 43   | Anthony Imperato                   | Wright Motorsports                        | 4    |      |       |     |     |      |     |     |      |     |      | 28    | -    | 8   |
| 44   | Jeroen Bleekemolen                 | Black Swan Racing                         | 5    |      |       |     |     |      |     |     |      |     |      | 28    | -    | 8   |
| 44   | Trenton Estep                      | Black Swan Racing                         | 5    |      |       |     |     |      |     |     |      |     |      | 28    | -    | 8   |
| 44   | Sven Müller                        | Black Swan Racing                         | 5    |      |       |     |     |      |     |     |      |     |      | 28    | -    | 8   |
| 44   | Tim Pappas                         | Black Swan Racing                         | 5    |      |       |     |     |      |     |     |      |     |      | 28    | -    | 8   |
| 45   | Pierre Kaffer                      | Team Hardpoint                            |      |      |       |     |     |      |     |     |      |     | 5    | 26    | -    | 6   |
| 46   | Jens Klingmann                     | Turner Motorsport                         | 6    |      |       |     |     |      |     |     |      |     |      | 25    | -    | 8   |
| 47   | Joseph "Joey" Hand                 | Heinricher Racing with MSR Curb-Agajanian |      |      |       |     |     |      |     |     |      |     | 6    | 25    | -    | 6   |
| 48   | Anthony James "A. J." Allmendinger | Heinricher Racing with MSR Curb-Agajanian | 8    |      |       |     |     |      |     |     |      |     |      | 23    | -    | 8   |
| 49   | Richard Westbrook                  | GRT Grasser Racing Team                   |      |      |       |     |     | 8    |     |     |      |     |      | 23    | -    | 4   |
| 50   | Parker Chase                       | AIM Vasser Sullivan                       | 9    |      |       |     |     |      |     |     |      |     |      | 22    | -    | 8   |
| 50   | Kyle Busch                         | AIM Vasser Sullivan                       | 9    |      |       |     |     |      |     |     |      |     |      | 22    | -    | 8   |
| 51   | Jules Gounon                       | Meyer Shank Racing with Curb-Agajanian    | 10   |      |       |     |     |      |     |     |      |     |      | 21    | -    | 8   |
| 52   | Felipe Fraga                       | Riley Motorsports                         | 11   |      |       |     |     |      |     |     |      |     |      | 20    | -    | 8   |
| 53   | Nicholas "Nick" Yelloly            | Turner Motorsport                         |      |      |       |     |     |      |     |     |      |     | 11   | 20    | -    | 6   |
| 54   | Shane van Gisbergen                | AIM Vasser Sullivan                       | 12   |      |       |     |     |      |     |     |      |     |      | 19    | -    | 8   |
| 55   | Patrick Pilet                      | Pfaff Motorsports                         | 13   |      |       |     |     |      |     |     |      |     |      | 18    | -    | 8   |
| 56   | Markus Winkelhock                  | Team Hardpoint                            |      |      |       |     |     |      |     |     | 13   |     |      | 18    | -    | 6   |
| 57   | Albert Costa                       | GRT Grasser Racing Team                   | 14   |      |       |     |     |      |     |     |      |     |      | 17    | -    | 8   |
| 58   | Brandon Gdovic                     | Precision Performance Motorsports         | 15   |      |       |     |     |      |     |     |      |     |      | 16    | -    | 8   |
| 58   | Johnathan Hoggard                  | Precision Performance Motorsports         | 15   |      |       |     |     |      |     |     |      |     |      | 16    | -    | 8   |
| 58   | Mark Kvamme                        | Precision Performance Motorsports         | 15   |      |       |     |     |      |     |     |      |     |      | 16    | -    | 8   |
| 58   | Eric Lux                           | Precision Performance Motorsports         | 15   |      |       |     |     |      |     |     |      |     |      | 16    | -    | 8   |
| 59   | Tatiana Calderón                   | GEAR Racing powered by GRT Grasser        | 16   |      |       |     |     |      |     |     |      |     |      | 15    | -    | 8   |
| 59   | Rahel Frey                         | GEAR Racing powered by GRT Grasser        | 16   |      |       |     |     |      |     |     |      |     |      | 15    | -    | 8   |
| 59   | Katherine Legge                    | GEAR Racing powered by GRT Grasser        | 16   |      |       |     |     |      |     |     |      |     |      | 15    | -    | 8   |
| 59   | Christina Nielsen                  | GEAR Racing powered by GRT Grasser        | 16   |      |       |     |     |      |     |     |      |     |      | 15    | -    | 8   |
| 60   | Ross Gunn                          | Aston Martin Racing                       | 17   |      |       |     |     |      |     |     |      |     |      | 14    | -    | 8   |
| 60   | Pedro Lamy                         | Aston Martin Racing                       | 17   |      |       |     |     |      |     |     |      |     |      | 14    | -    | 8   |
| 60   | Mathias Lauda                      | Aston Martin Racing                       | 17   |      |       |     |     |      |     |     |      |     |      | 14    | -    | 8   |
| 60   | Andrew Watson                      | Aston Martin Racing                       | 17   |      |       |     |     |      |     |     |      |     |      | 14    | -    | 8   |
| 61   | Alex Riberas                       | Heart Of Racing Team                      | 18   |      |       |     |     |      |     |     |      |     |      | 13    | -    | 8   |
| 61   | Nicki Thiim                        | Heart Of Racing Team                      | 18   |      |       |     |     |      |     |     |      |     |      | 13    | -    | 8   |
| Pos. | Pilota                             | Team                                      | DAY1 | DAY2 | SEB1† | ELK | VIR | ATL1 | MOH | CLT | ATL2 | LGA | SEB2 | Punti | WTSC | MEC |

† I punti vengono conteggiati solo per la WeatherTech Sprint Cup e non per il campionato GTD generale.

### Classifica team

#### Classifica Daytona Prototype International (DPi)
| Pos. | Team                                                | Vettura          | DAY1 | DAY2 | SEB1 | ELK | ATL1 | MOH | ATL2 | LGA | SEB2 | Punti | MEC |
| ---- | --------------------------------------------------- | ---------------- | ---- | ---- | ---- | --- | ---- | --- | ---- | --- | ---- | ----- | --- |
| 1    | #7 Acura Team Penske                                | Acura ARX-05     | 8    | 8    | 7    | 1   | 1    | 1   | 2    | 1   | 8    | 265   | 31  |
| 2    | #10 Konica Minolta Cadillac DPi-V.R                 | Cadillac DPi-V.R | 1    | 6    | 2    | 2   | 5    | 3   | 1    | 6   | 7    | 264   | 42  |
| 3    | #55 Mazda Motorsports                               | Mazda RT24-P     | 6    | 1    | 5    | 5   | 2    | 4   | 6    | 4   | 1    | 260   | 29  |
| 4    | #31 Whelen Engineering Racing                       | Cadillac DPi-V.R | 7    | 5    | 1    | 3   | 3    | 2   | 5    | 3   | 6    | 258   | 35  |
| 5    | #5 Mustang Sampling Racing / JDC-Miller MotorSports | Cadillac DPi-V.R | 3    | 3    | 3    | 4   | 4    | 6   | 4    | 7   | 5    | 249   | 33  |
| 6    | #77 Mazda Motorsports                               | Mazda RT24-P     | 2    | 2    | 4    | 6   | 7    | 5   | 7    | 5   | 3    | 247   | 34  |
| 7    | #6 Acura Team Penske                                | Acura ARX-05     | 4    | 4    | 6    | 8   | 6    | 7   | 3    | 2   | 2    | 247   | 36  |
| 8    | #85 JDC-Miller MotorSports                          | Cadillac DPi-V.R | 5    | 7    | 8    | 7   | 8    | 8   | 8    | 8   | 4    | 217   | 24  |
| Pos. | Team                                                | Vettura          | DAY1 | DAY2 | SEB1 | ELK | ATL1 | MOH | ATL2 | LGA | SEB2 | Punti | MEC |

#### Classifica Le Mans Prototype 2 (LMP2)
| Pos. | Team                             | Vettura  | DAY† | SEB1 | ELK | ATL1 | ATL2 | LGA | SEB2 | Punti | MEC |
| ---- | -------------------------------- | -------- | ---- | ---- | --- | ---- | ---- | --- | ---- | ----- | --- |
| 1    | #52 PR1 Mathiasen Motorsports    | Oreca 07 | 2    | 1    | 4   | 1    | 4    | 1   | 1    | 196   | 65  |
| 2    | #38 Performance Tech Motorsports | Oreca 07 | 5    | 2    | 2   |      | 2    |     | 3    | 126   | 27  |
| 3    | #8 Tower Motorsport By Starworks | Oreca 07 | 4    | 4    |     |      | 1    |     | 2    | 95    | 33  |
| 4    | #18 Era Motorsport               | Oreca 07 | 3    | 3    | 3   | 2    |      |     |      | 92    | 19  |
| 5    | #81 DragonSpeed USA              | Oreca 07 | 1    | 5    | 1   |      |      |     |      | 61    | 17  |
| 6    | #51 Inter Europol Competition    | Oreca 07 |      |      |     |      | 3    |     | 4    | 58    | 15  |
| Pos. | Team                             | Vettura  | DAY† | SEB1 | ELK | ATL1 | ATL2 | LGA | SEB2 | Punti | MEC |

† I punti sono contati solo per la Michelin Endurance Cup e non per il campionato LMP2 generale.

#### Classifica GT Le Mans (GTLM)
| Pos. | Team                  | Vettura                 | DAY1 | DAY2 | SEB1 | ELK | VIR | ATL1 | MOH | CLT | ATL2 | LGA | SEB2 | Punti | MEC |
| ---- | --------------------- | ----------------------- | ---- | ---- | ---- | --- | --- | ---- | --- | --- | ---- | --- | ---- | ----- | --- |
| 1    | #3 Corvette Racing    | Chevrolet Corvette C8.R | 4    | 1    | 2    | 1   | 1   | 5    | 1   | 1   | 2    | 2   | 5    | 351   | 32  |
| 2    | #24 BMW Team RLL      | BMW M8 GTE              | 1    | 6    | 5    | 3   | 6   | 3    | 4   | 2   | 3    | 4   | 3    | 320   | 48  |
| 3    | #4 Corvette Racing    | Chevrolet Corvette C8.R | 7    | 5    | 1    | 2   | 4   | 2    | 2   | 4   | 4    | 6   | 6    | 315   | 26  |
| 4    | #25 BMW Team RLL      | BMW M8 GTE              | 5    | 4    | 4    | 6   | 2   | 1    | 3   | 3   | 6    | 5   | 4    | 313   | 30  |
| 5    | #911 Porsche GT Team  | Porsche 911 RSR-19      | 3    | 3    | 6    | 4   | 3   | 4    |     | 5   | 1    | 3   | 1    | 297   | 43  |
| 6    | #912 Porsche GT Team  | Porsche 911 RSR-19      | 2    | 2    | 3    | 5   | 5   | 6    |     | 6   | 5    | 1   | 2    | 289   | 37  |
| 7    | #62 Risi Competizione | Ferrari 488 GTE Evo     | 6    |      |      |     |     |      |     |     |      |     |      | 25    | 8   |
| Pos. | Team                  | Vettura                 | DAY1 | DAY2 | SEB1 | ELK | VIR | ATL1 | MOH | CLT | ATL2 | LGA | SEB2 | Punti | MEC |

#### Classifica GT Daytona (GTD)
| Pos. | Team                                          | Vettura                      | DAY1 | DAY2 | SEB1† | ELK | VIR | ATL1 | MOH | CLT | ATL2 | LGA | SEB2 | Punti | WTSC | MEC |
| ---- | --------------------------------------------- | ---------------------------- | ---- | ---- | ----- | --- | --- | ---- | --- | --- | ---- | --- | ---- | ----- | ---- | --- |
| 1    | #86 Meyer Shank Racing with Curb-Agajanian    | Acura NSX GT3 Evo            | 10   | 3    |       | 2   | 2   | 1    | 5   | 7   | 10   | 1   | 3    | 288   | 181  | 33  |
| 2    | #16 Wright Motorsports                        | Porsche 911 GT3 R            | 4    | 7    | 9     | 5   | 5   | 3    | 3   | 2   | 4    | 6   | 1    | 284   | 185  | 29  |
| 3    | #14 AIM Vasser-Sullivan                       | Lexus RC F GT3               | 9    | 1    | 1     | 3   | 4   | 10   | 1   | 8   | 2    | 11  | 12   | 265   | 206  | 29  |
| 4    | #96 Turner Motorsport                         | BMW M6 GT3                   | 6    | 8    | 3     | 7   | 1   | 11   | 11  | 1   | 9    | 2   | 11   | 256   | 199  | 24  |
| 5    | #12 AIM Vasser-Sullivan                       | Lexus RC F GT3               | 12   | 2    | 5     | 1   | 9   | 5    | 10  | 4   | 8    | 8   | 9    | 251   | 187  | 25  |
| 6    | #57 Heinricher Racing with MSR Curb-Agajanian | Acura NSX GT3 Evo            | 8    | 4    |       | 12  | 6   | 7    | 6   | 5   | 6    | 3   | 6    | 250   | 153  | 25  |
| 7    | #74 Riley Motorsports                         | Mercedes-AMG GT3 Evo         | 11   | 6    | 4     | 6   | 3   | 4    | 2   | 10  | 12   | 9   | 8    | 245   | 183  | 28  |
| 8    | #44 GRT Magnus                                | Lamborghini Huracán GT3 Evo  | 2    | 9    | 10    | 8   | 7   | 12   | 7   | 11  | 3    | 5   | 7    | 244   | 160  | 32  |
| 9    | #63 Scuderia Corsa                            | Ferrari 488 GT3 Evo 2020     | 7    | 5    | 2     | 4   | 12  | 9    |     |     | 1    | 7   | 4    | 206   | 129  | 35  |
| 10   | #23 Heart Of Racing Team                      | Aston Martin Vantage AMR GT3 | 18   |      |       | NP  | 8   | 6    | 4   | 3   | 11   | 4   | 2    | 199   | 109  | 27  |
| 11   | #30 Team Hardpoint                            | Audi R8 LMS Evo              |      | 12   | 8     | 10  | 13  |      | 12  | 6   | 13   | 10  | 5    | 167   | 146  | 12  |
| 12   | #48 Paul Miller Racing                        | Lamborghini Huracán GT3 Evo  | 1    |      |       |     | 14  | 2    |     |     | 7    |     | 13   | 126   | 17   | 44  |
| 13   | #76 Compass Racing                            | McLaren 720S GT3             |      | 11   | 6     | 9   | 11  |      | 8   | 9   |      | 13  |      | 125   | 150  | -   |
| 14   | #22 Gradient Racing                           | Acura NSX GT3 Evo            |      | 10   | 7     | 11  | 10  |      | 9   | 12  |      | 12  |      | 122   | 146  | -   |
| 15   | #11 GRT Grasser Racing Team                   | Lamborghini Huracán GT3 Evo  | 14   |      |       |     |     | 8    |     |     |      |     | 10   | 61    | -    | 18  |
| 16   | #9 Pfaff Motorsports                          | Porsche 911 GT3 R            | 13   |      |       |     |     |      |     |     | 5    |     |      | 44    | -    | 14  |
| 17   | #88 WRT Speedstar Audi Sport                  | Audi R8 LMS Evo              | 3    |      |       |     |     |      |     |     |      |     |      | 30    | -    | 13  |
| 18   | #54 Black Swan Racing                         | Porsche 911 GT3 R            | 5    |      |       |     |     |      |     |     |      |     |      | 26    | -    | 8   |
| 19   | #47 Precision Performance Motorsports         | Lamborghini Huracán GT3 Evo  | 15   |      |       |     |     |      |     |     |      |     |      | 16    | -    | 8   |
| 20   | #19 GEAR Racing powered by GRT Grasser        | Lamborghini Huracán GT3 Evo  | 16   |      |       |     |     |      |     |     |      |     |      | 15    | -    | 8   |
| 21   | #98 Aston Martin Racing                       | Aston Martin Vantage AMR GT3 | 17   |      |       |     |     |      |     |     |      |     |      | 14    | -    | 8   |
| Pos. | Team                                          | Vettura                      | DAY1 | DAY2 | SEB1† | ELK | VIR | ATL1 | MOH | CLT | ATL2 | LGA | SEB2 | Punti | MEC  |     |

† I punti vengono conteggiati solo per la WeatherTech Sprint Cup e non per il campionato GTD generale.

### Classifica costruttori

#### Classifica Daytona Prototype International (DPi)
| Pos. | Costruttore | DAY1 | DAY2 | SEB1 | ELK | ATL1 | MOH | ATL2 | LGA | SEB2 | Punti | MEC |
| ---- | ----------- | ---- | ---- | ---- | --- | ---- | --- | ---- | --- | ---- | ----- | --- |
| 1    | Acura       | 4    | 4    | 6    | 1   | 1    | 1   | 2    | 1   | 2    | 294   | 46  |
| 2    | Cadillac    | 1    | 3    | 1    | 2   | 3    | 2   | 1    | 3   | 4    | 291   | 54  |
| 3    | Mazda       | 2    | 1    | 4    | 5   | 2    | 4   | 6    | 4   | 1    | 286   | 44  |
| Pos. | Costruttore | DAY1 | DAY2 | SEB1 | ELK | ATL1 | MOH | ATL2 | LGA | SEB2 | Punti | MEC |

#### Classifica GT Le Mans (GTLM)
| Pos. | Costruttore | DAY1 | DAY2 | SEB1 | ELK | VIR | ATL1 | MOH | CLT | ATL2 | LGA | SEB2 | Punti | MEC |
| ---- | ----------- | ---- | ---- | ---- | --- | --- | ---- | --- | --- | ---- | --- | ---- | ----- | --- |
| 1    | Chevrolet   | 4    | 1    | 1    | 1   | 1   | 2    | 1   | 1   | 2    | 2   | 5    | 362   | 41  |
| 2    | BMW         | 1    | 5    | 4    | 3   | 2   | 1    | 3   | 2   | 3    | 4   | 3    | 348   | 53  |
| 3    | Porsche     | 2    | 2    | 3    | 4   | 3   | 4    | WD  | 5   | 1    | 1   | 1    | 321   | 50  |
| 4    | Ferrari     | 6    |      |      |     |     |      |     |     |      |     |      | 28    | 8   |
| Pos. | Costruttore | DAY1 | DAY2 | SEB1 | ELK | VIR | ATL1 | MOH | CLT | ATL2 | LGA | SEB2 | Punti | MEC |

#### Classifica GT Daytona (GTD)
| Pos. | Costruttore  | DAY1 | DAY2 | SEB1† | ELK | VIR | ATL1 | MOH | CLT | ATL2 | LGA | SEB2 | Punti | WTSC | MEC |
| ---- | ------------ | ---- | ---- | ----- | --- | --- | ---- | --- | --- | ---- | --- | ---- | ----- | ---- | --- |
| 1    | Acura        | 8    | 3    | 7     | 2   | 2   | 1    | 5   | 5   | 6    | 1   | 3    | 299   | 210  | 34  |
| 2    | Porsche      | 4    | 7    | 9     | 5   | 5   | 3    | 3   | 2   | 4    | 6   | 1    | 291   | 191  | 31  |
| 3    | Lexus        | 9    | 1    | 1     | 1   | 4   | 5    | 1   | 4   | 2    | 8   | 9    | 290   | 233  | 32  |
| 4    | BMW          | 6    | 8    | 3     | 7   | 1   | 11   | 11  | 1   | 9    | 2   | 11   | 273   | 205  | 24  |
| 5    | Lamborghini  | 1    | 9    | 10    | 8   | 7   | 2    | 7   | 11  | 3    | 5   | 7    | 270   | 167  | 47  |
| 6    | Mercedes-AMG | 11   | 6    | 4     | 6   | 3   | 4    | 2   | 10  | 11   | 9   | 8    | 260   | 190  | 28  |
| 7    | Ferrari      | 7    | 5    | 2     | 4   | 12  | 9    |     |     | 1    | 7   | 4    | 220   | 139  | 35  |
| 8    | Aston Martin | 17   |      |       | NP  | 8   | 6    | 4   | 3   | 11   | 4   | 2    | 215   | 112  | 27  |
| 9    | Audi         | 3    | 12   | 8     | 10  | 13  |      | 12  | 6   | 13   | 10  | 5    | 214   | 158  | 26  |
| 10   | McLaren      |      | 11   | 6     | 9   | 11  |      | 8   | 9   |      | 13  |      | 138   | 164  | -   |
| Pos. | Costruttore  | DAY1 | DAY2 | SEB1† | ELK | VIR | ATL1 | MOH | CLT | ATL2 | LGA | SEB2 | Punti | WTSC | MEC |

† I punti vengono conteggiati solo per la WeatherTech Sprint Cup e non per il campionato GTD generale.